# Balearenpony
Das Balearenpony (auch: Mallorquiner, Mallorca-Pferd, spanisch: Caballo Mallorquin, katalanisch: Cavall Mallorquí) ist eine alte Pferderasse von der Baleareninsel Mallorca, dessen Bestand rund 320 Exemplare umfasst. 
Hintergrundinformationen zur Pferdebewertung und -zucht finden sich unter: Exterieur, Interieur und Pferdezucht.

## Exterieur

### Allgemein
Der Mallorquiner ist ein ponyartiges Kleinpferd mit einem relativ primitiven und südländisch geprägten Erscheinungsbild, unterscheidet sich aber deutlich von den Pferderassen der iberischen Halbinsel und auch von dem Menorquiner, der von der Nachbarinsel Menorca stammt.
Es ist insgesamt harmonisch gebaut, obgleich es durch eine recht lange Rückenpartie eine gewisse Länge besitzt, die zudem durch kurze Gliedmaßen optisch verstärkt wird.

### Exterieur
Das Balearenpony besitzt einen kantigen, trockenen Kopf mittlerer Größe, der eine konvexe Nasenlinie oder ein ramsnasiges Profil, freundlich und lebhaft wirkende Augen sowie kurze, wohlplatzierte Ohren aufweist. Der kräftig bemuskelte und leicht gewölbte Hals, der eine geringe bis mittlere Länge zeigt, ist meist relativ dick, insbesondere bei Hengsten, und steil angesetzt. Die Schulter ist mehr steil als schräg gelagert; die Schulterpartie bleibt ebenso wie der oftmals nur dürftig ausgeprägte und fast gänzlich in der Rückenmuskulatur verschwindende Widerrist zu bemängeln. An den schmalen, nur wenig tiefen Rumpf schließt sich eine häufig stark abgeschlagene und im Gegensatz zum restlichen Körper kärglich bemuskelte Kruppe mit tiefem Schweifansatz an. Das zarte, leichte Fundament ist dennoch hart und widerstandsfähig und besitzt harte, feine Gelenke sowie abriebfeste, unverwüstliche Hufe. Die Korrektheit der Gliedmaßenstellung aber lässt zu wünschen übrig; nebst leichteren Stellungsfehlern sieht man oft übermäßig stark gewinkelte Hinterbeine. Kötenbehang ist nicht vorhanden. Das Langhaar ist deutlich ausgeprägt, die Mähne soll von Natur aus aufrecht stehen, durch Scheren oder Stutzen wird diese Stehmähne allerdings stark betont.

### Stockmaß
Die Widerristhöhe liegt um 140 bis 150 cm.

### Farbgebung
Das Caballo Mallorquin ist als Rappe und Brauner in unterschiedlichen Schattierungen anzutreffen. Abzeichen sind meist gänzlich fehlend und lediglich am Kopf erlaubt.

## Mechanik
Das Mallorca-Pferd besitzt eifrige, fleißige und leichte, allerdings wenig raumgreifende Bewegungen. Lobend zu erwähnen ist seine ausgesprochen hohe Trittsicherheit auch in schwierigem Gelände.

## Interieur
Das gutmütige Balearenpony besitzt einen willigen, zuverlässigen Charakter und ein unkompliziertes Temperament. Es ist robust und genügsam und seiner Herkunftsregion entsprechend hitzeunempfindlich.

## Verwendung
Früher wurde das Caballo Mallorquin besonders in der Landwirtschaft in Oliven- und Weingärten als Saum-, Fahr- und Reitpferd eingesetzt. Ein weiteres Verwendungsgebiet war die Maultierzucht. Des Weiteren wurden in der Vergangenheit einige Rassevertreter auf dem spanischen Festland als Droschkenpferde eingesetzt. Doch die zunehmende Motorisierung wurde es in diesen Bereichen nicht mehr benötigt, dementsprechend sanken die Populationszahlen. Mittlerweile wird es in der Tourismusbranche als Trekking- und Fahrpferd genutzt.

## Geschichte und Zucht

### Ursprünge und Einflüsse
Der Ursprung und auch die Herkunft des Mallorquiners sind weitgehend unklar. Man vermutet, dass Andalusier, Neapolitaner und vatikanische Karossierpferde die Pferderasse beeinflusst haben, der durch verschiedenste Einmärsche auf die Insel Mallorca immer wieder Fremdblut beigemischt worden ist. Interessant ist, dass man auf schon alten Siegeln sehr ähnliche Pferde findet. Im 17. Jahrhundert wurden Pferde vom spanischen Festland eingekreuzt, dies hinterließ jedoch nur geringfügige Spuren in der heutigen Zucht.

### Zucht
Schon gegen Ende des 19. Jahrhunderts ging der Bestand der bis dahin als Transportmittel, Säumer, Reit- und Fahrpferd unentbehrlichen Rasse zurück, da sich auch auf den Balearen leistungsfähigere Pferderassen ausbreiteten und die Zucht von Maultieren deutlich zunahm. Durch die fortschreitende Motorisierung und verbesserte Verkehrsinfrastruktur sank die Population weiterhin, da das Balearenpony in seinen ursprünglichen Arbeitsgebieten nicht mehr benötigt wurde.
Erst 1987 schlossen sich siebzehn Züchter zusammen, die das Mallorca-Pferd vor dem Aussterben bewahren wollten. Unterstützt wurde dies von der Patronado de Razas Autóctanas de Mallorca (übersetzt: Förderung der auf Mallorca einheimischen Rassen), die sich um den Erhalt der auf Mallorca heimischen Haustierrassen einsetzte. Zwei Jahre später wurde das Zuchtmaterial erstmals registriert und Zuchtregularien aufgestellt. Seitdem wird auch von der Jefatura de Cria Caballar (die spanische Verwaltung der Gestütsbücher) ein Zuchtbuch herausgegeben.

### Bestand
Die Population des Mallorquiners beträgt laut des Domestic Animal Diversity Information System (DAD-IS) rund 320 Exemplare (Stand 2019).